# Eddie's Rap Channel
Pour des articles plus généraux, voir Epic Rap Battles of History et Imitations et parodies d'Epic Rap Battles of History.
 (avril 2025).
Motif : Absence de sources
- Archive Wikiwix
- Bing
- Cairn
- DuckDuckGo
- E. Universalis
- Gallica
- Google
- G. Books
- G. News
- G. Scholar
- Persée
- Qwant
- (zh) Baidu
- (ru) Yandex
- (wd) trouver des œuvres sur Wikidata

| 1. | Préciser le motif de la pose du bandeau. | Précisez le motif de la pose du bandeau en utilisant la syntaxe suivante : {{admissibilité à vérifier\|date=juillet 2025\|motif=remplacez ce texte par le motif}}                        |
| 2. | Informer les utilisateurs concernés.     | Pensez à avertir le créateur de l'article, par exemple, en insérant le code ci-dessous sur sa page de discussion : {{subst:avertissement admissibilité à vérifier\|Eddie's Rap Channel}} |

 (mars 2024).
 (mars 2024).
Eddie's Rap Channel fait partie des nombreuses imitations et parodies d'Epic Rap Battles of History.

## Saison? (2015 - en cours de production)
| no | Ép. | Titre                                               | Date d'exposition  | Durée (min:s) | Vues (Mio) | Compétiteurs et autres protagonistes présents | Lien |
| -- | --- | --------------------------------------------------- | ------------------ | ------------- | ---------- | --- | ---- |
| 1  | 1   | Toy Bonnie vs. Toy Chica vs. Toy Freddy vs. Mangle  | 30 mars 2015       | 3:09          | 33,1       | Toy Freddy (Eddie), le protagoniste du jeu de même nom affronte Toy Bonnie (Mightyzinn), Toy Chica et Mangle. |      |
| 2  | 2   | Bready vs. Puppet Man                               | 1er avril 2015     | 2:18          | 2,7        | Freddy Fazbear (Eddie), l'ours brun du jeu de même nom contre Le marionnette, l'autre protagoniste du jeu Five Nights at Freddy's 2. Pendant le battle, le triangle d'illuminati vient perturber les deux protagonistes. |      |
| 3  | 3   | O' Really vs. Foxy                                  | 5 avril 2015       | 3:42          | 2,6        | Foxy (Eddie), le renard rouge essaye chanter devant O' Really, le petit bonhomme vert. |      |
| 4  | 4   | Balloon Boy vs. Balloon Girl                        | 14 avril 2015      | 3:36          | 9,8        | Balloon Boy (Eddie), l'animatronique aux ballon jaune-orangé contre Balloon Girl, l'autre animatronique qui joue à cache-cache. |      |
| 5  | 5   | Duck Hunt vs. Sparky The Dog                        | 31 mai 2015        | 3:02          | 18,9       | Sparky (Dannyboo888), le chien animatronique tire une balle sur le chien et le canard du jeu Duck Hunt (Eddie). |      |
| 6  | 6   | Grunkfuss vs. Marionette                            | 14 juin 2015       | 3:17          | 6,2        | Le marionnette (Eddie), l'autre protagoniste du jeu Five Nights at Freddy's 2 contre Grunkfuss the Clown, le protagoniste de One Night at Flumpty's. |      |
| 7  | 7   | Kismet vs. Withered Bonnie                          | 30 juin 2015       | 1:54          | 9,7        | Withered Bonnie (Central Rap Battles), l'animatronique sans tête contre Kismet (Eddie), le robot simulant des émotions. Au cours de la battle, Bonnie, aide son frère à ajouter la touche finale. |      |
| 8  | 8   | Cattail vs. Kitty Fazcat                            | 30 juillet 2015    | 3:22          | 2,4        | Kitty Fazcat (Eric), le chat animatronique du fan-game Fredbear's Family Diner contre la créature mi-chat et mi-quenouille (Eddie), du jeu Plantes contre Zombies. Pendant le battle, Guacodile et Lockjaw vienne terminer la joute verbale. |      |
| 9  | 9   | Ghazt vs. Shadow Freddy                             | 27 août 2015       | 1:40          | 24,9       | Ghazt (Eddie), le chat-fantôme du jeu My Singing Monsters contre Shadow Freddy, l'anti-vilain. |      |
| 10 | 10  | Freddy Fazbear vs. Chuck E. Cheese                  | 7 septembre 2015   | 2:20          | 1,16       | Freddy Fazbear (Eddie), l'ours brun du jeu de même nom contre Chuck E. Cheese (Justinrocks), la souris qui chante. Au cours de la battle, Helen, Jasper (Dannyboo888), Pasqually (Kitn), Mr. Munch (Manci), Bonnie (Eric), Chica, et Foxy, aide leurs amis à finir la joute verbale.                                                                                                   |      |
| 11 | 11  | Balloon Boy vs. Balloon Girl 2                      | 18 décembre 2015   | 2:47          | 19,9       | Balloon Boy (Eddie), l'animatronique aux ballon jaune-orangé contre Balloon Girl (ArcadianSonnetVA), l'autre animatronique qui joue à cache-cache. Se battre une deuxième fois. Pendant le battle, Withered Foxy (Dannyboo888), et Phantom BB, vient corrompu le battle. |      |
| 12 | 12  | Darkrai vs. Nightmare                               | 10 juin 2016       | 3:54          | 15,2       | Darkrai (Eddie), le pokémon des enfers contre Nightmare (JMB), l'ours noir. Pendant le battle, Cresselia (ArcadianSonnetVA), et Nightmarionne (Thevideogameguy95), balance leurs sorts aux deux protagoniste. |      |
| 13 | 13  | PomPom vs. Hoola                                    | 26 mars 2017       | 1:54          | 49,3       | Hoola (Eddie), la créature aux cerceau contre PomPom (ArcadianSonnetVA), l'autre créature Pom-pom girl. Pendant le battle, Sooza (SkeepTieel), souffle hyper fort, pour terminer le battle. |      |
| 14 | 14  | Flowah vs. Barrb                                    | 2 avril 2017       | 1:20          | 26,8       | Flowah (ManCHA), le créature ressemble aux tournesol contre Barrb (Eddie), le créature ressemble aux cactus. |      |
| 15 | 15  | Pixolotl vs Plixie                                  | 9 avril 2017       | 1:21          | 31,4       | Plixie (mister_ringtail), le créature volant contre Pixolotl (Eddie), le créature ressemple aux Axolotl. |      |
| 16 | 16  | Blabbit vs. Boskus                                  | 17 avril 2017      | 1:29          | 16,0       | Boskus (Eddie), le créature aux doigt à la place du nez contre Blabbit (SkeepTieel), le créature ressemple au lapin de Pâques. |      |
| 17 | 17  | Wynq vs. Maw                                        | 1er mai 2017       | 1:23          | 16,1       | Maw (SkeepTieel), le créature sans yeux contre Wynq (Eddie), le créature au long barbe. |      |
| 18 | 18  | T-Rox vs. Repatillo                                 | 10 octobre 2017    | 1:10          | 9,4        | Repatillo (Eddie), le créature aux 6 pattes contre T-Rox, le version raccourci du T-rex. |      |
| 19 | 19  | Thumpies vs. Drummidary                             | 19 octobre 2017    | 1:17          | 8,0        | Les Thumpies (Eddie), les deux créatures percussions contre Drummidary (DeanFalcon), le créature ressemble aux langouste. |      |
| 20 | 20  | Clamble vs. Dragong vs. Scargo                      | 26 octobre 2017    | 2:14          | 13,1       | Clamble (TheSuperPlushyBros), le zombie à la tête du cymbale contre Dragong (Eddie), le créature aux même instrument et Scargo (Dustin), l'escargot aux même instrument à la place des yeux. |      |
| 21 | 21  | Rotom vs. Monika                                    | 7 mars 2018        | 1:26          | 4,4        | Monika, le personnage du jeu vidéo de type Visual Novel, de Doki Doki Literature Club! (garbageGothic), contre Motisma (Eddie), le pokémon au corps plasma. |      |
| 22 | 22  | Mew vs. Giygas                                      | 14 mars 2018       | 1:28          | 3,5        | Mew (Eddie), le pokémon ressemble à un chat contre Giygas (ManCHA), l'autre ennemi du jeu EarthBound. |      |
| 23 | 23  | Rootitoot vs. Spunge                                | 21 mars 2018       | 1:31          | 9,7        | Rootitoot (Eddie), le créature ressemble à un arbre contre Spunge, le créature gélatineux. |      |
| 24 | 24  | Dunsparce vs. Globglogabgalab                       | 24 mars 2018       | 1:27          | 4,8        | Globglogabgalab (King Mewtwo), le personnage mi-ver et mi-homme contre Insolourdo (SkeepTieel), le pokémon volant. |      |
| 25 | 25  | Decidueye vs. Pit                                   | 31 mars 2018       | 1:20          | 3,5        | Pit (Eddie), l'ange du Royaume des Cieux contre Archeduc (Julian), le pokémon Plante et Spectre. |      |
| 26 | 26  | Zoroark vs. Kyubi                                   | 2 avril 2018       | 2:18          | 2,9        | Kyubi (Zander), le Yo-kai tricolore contre Zoroark (Dustin), le pokémon ressemble à un renard. |      |
| 27 | 27  | Gumball and Darwin vs. Calvin and Hobbes            | 27 avril 2018      | 2:17          | 38,4       | Gumball (Eric), et Darwin (Eddie), de la série Le Monde incroyable de Gumball contre Calvin (SkeepTieel), et Hobbes (Seth), de bande dessinée de même nom. |      |
| 28 | 28  | Blacephalon vs. Inky, Pinky, Blinky & Clyde         | 29 août 2018       | 1:12          | 4,0        | Inky Blinky Clyde et Pinky (Eddie), les célèbres fantômes du jeu Pac-Man contre Pierroteknik (Dustin), le pokémon à la tête en boule. |      |
| 29 | 29  | Jirachi vs. Marx                                    | 6 octobre 2018     | 1:22          | 9,4        | Jirachi (garbageGothic), le pokémon fabuleux contre Max (Eddie), le boss et le clown de Kirby. |      |
| 30 | 30  | Alolan Marowak vs. Skull Trooper                    | 31 octobre 2018    | 2:53          | 5,3        | Ossatueur (Fel), le pokémon à l'attribut ‹‹ Gard'os ›› jette l'os à l'un des personnages de Fortnite : Soldat au Crâne (Julian). |      |
| 31 | 31  | Olive, the Other Reindeer vs. Snoopy                | 31 décembre 2018   | 1:53          | 16,1       | Snoopy (Eddie), le chien de Charlie Brown contre le remplaçant de Rudolphe, Olive (garbageGothic). |      |
| 32 | 32  | Poochee and Pansy vs. Red, Yellow and Duck Guy      | 2 juillet 2019     | 2:11          | 47,2       | Red Guy (Fel), Yellow Guy (F00PZ), et Duck Guy, les trios de la web-série Don't Hug Me I'm Scared contre Poochee (ManCHA), et Pansy (Eddie), les toutous mignons et à la fois horreur. |      |
| 33 | 33  | Poochie vs. PaRappa the Rapper                      | 27 mars 2020       | 1:45          | 11,1       | Deux chiens musiciens s'affrontent dans cet épisode : PaRappa the Rapper (Boris), le personnage de la série de jeux contre Poochie (ManCHA), le chien passionné de metal et de rap. |      |
| 34 | 34  | Roger Rabbit vs. Max (Sam and Max)                  | 12 avril 2020      | 2:23          | 12,8       | Roger Rabbit (Freshy Kanal), le lapin blanc de Disney contre Max (Wiley Koyote), l'autre lapin blanc hyperactif de la franchise de même nom. |      |
| 35 | 35  | Ika Musume vs. Inkling                              | 1er juin 2020      | 2:43          | 19,3       | Inkling Girl (garbageGothic), la protagoniste du jeu Splatoon contre Ika Musume (Azia), la calmar femelle. |      |
| 36 | 36  | Ermac vs. MissingNo                                 | 4 juillet 2020     | 3:13          | 12,8       | MissingNo. (Evan), le système de gestion contre Ermac (Light), le personnage de Mortal Kombat, né d'un rumeurs. |      |
| 37 | 37  | Detective Pikachu vs. Kyoko Kirigiri                | 31 juillet 2020    | 2:10          | 11,5       | Kyoko Kirigiri (garbageGothic), la jeune fille mystérieuse contre Détective Pikachu (Swedely) du film Pokémon : Détective Pikachu. |      |
| 38 | 38  | Wario Apparition vs. Herobrine                      | 14 août 2020       | 2:55          | 28,7       | l'Herobrine (J), le creepypasta du jeu Minecraft contre l'apparition de Wario (DeegleNV), le creepypasta du jeu Super Mario 64. |      |
| 39 | 39  | Peridot vs. The Flatwoods Monster                   | 1er septembre 2020 | 2:24          | 9,8        | Péridot (Leannaire), la technicienne de Diamant Jaune contre le Monstre de Flatwoods (Lil Secks), l'extraterrestre de Flatwoods. |      |
| 40 | 40  | Alastor vs. Siren Head                              | 29 septembre 2020  | 2:31          | 42,5       | Siren Head (J Morris), le créature très hostile et dangereuse contre Alastor (Jerry Flowers), le démon le plus puissant. |      |
| 41 | 41  | Salad Fingers vs. Marionette (2020)                 | 31 octobre 2020    | 3:49          | 53,4       | Le marionnette (Azia), l'autre protagoniste du jeu Five Nights at Freddy's 2 contre Salad Fingers (GamingPlush64), le personnage de la série de même nom. |      |
| 42 | 42  | Mr. Peanutbutter vs. Isabelle                       | 29 novembre 2020   | 3:00          | 24,2       | Marie (Evava), le personnage récurrent de Animal Crossing contre Mr. Peanutbutter (Eric), le rival de BoJack Horseman. |      |
| 43 | 43  | Jack Skellington vs. Sans                           | 25 décembre 2020   | 4:26          | 78,8       | Deux squelettes fictifs s'affrontent dans cet épisode : Sans (ManCHA), L'un des personnages populaires du jeu Undertale contre Jack Skellington (MaNCHA), le squelette qui attire Noël. |      |
| 44 | 44  | Goner Kid (Undertale) vs. Bloody GIR                | 1er janvier 2021   | 2:49          | 29,3       | GIR (Snakebite126), le robot-serviteur sanglant du dessin animé Invader Zim jette son sang à Goner Kid (GamingPlush64), le créature de W. D. Gaster. |      |
| 45 | 45  | Ruby Rose (RWBY) vs. The Mandalorian                | 8 février 2021     | 3:51          | 47,4       | Le Mandalorien (Mr. Tibbs), le redoutable chasseur de primes tire sur Ruby Rose (Rena), la protagoniste et leader de la team RWBY. |      |
| 46 | 46  | Derpy Hooves vs. Ebony Dark'ness Dementia Raven Way | 2 avril 2021       | 2:45          | 10,9       | Ebony Dark'ness Dementia Raven Way (Ken-chan), la vampire non-canonique contre Derpy Hooves (garbageGothic), l'Alicorne femelle aux yeux qui louche. |      |
| 47 | 47  | Spinel vs. Bendy                                    | 5 juin 2021        | 3:55          | 7,8        | Bendy (JoeNoMRC), le personnage principal du jeu de même nom contre Spinelle (bblackroses), la redoutable combattante. |      |
| 48 | 48  | El Chupacabra vs. Mothman                           | 31 août 2021       | 3:12          | 98,6       | l'Homme-papillon (MaNCHA), le créature ailée mystérieuse veut manger le Chupacabra (Eddiefrb), le créature fantastique. |      |
| 49 | 49  | Shaggy vs. Crazy Dave                               | 31 octobre 2021    | 3:21          | 61,4       | Crazy Dave (Freshy Kanal), le protagoniste de Plantes contre zombies contre Sammy Rogers (Michael Malconian), l'un des membres des Scooby-Gang. Scooby-Doo (littleflecks) vient aider Sammy à finir la bataille. |      |
| 50 | 50  | Light Yagami vs. Monika                             | 31 décembre 2021   | 4:42          | 61,5       | Monika (Azia), le personnage du jeu vidéo de type Visual Novel, de Doki Doki Literature Club! affronte Light Yagami (Alex M.) le personnage principal du manga Death Note. Ryuk (Freshy Kanal) vient ajouter la phrase. |      |
| 51 | 51  | Yakko Warner vs. Kermit the Frog                    | 23 février 2022    | 2:23          | 29,4       | Yakko Warner (Snakebite126), le frère aîné de Wakko et Dot contre Kermit la grenouille (Mr. Tibbs), le personnage du Muppet Show. |      |
| 52 | 52  | The Duck Song vs. Untitled Goose Game               | 1 avril 2022       | 2:49          | 1,28       | Le jeu de l'oie (The Stupendium), fameux jeu de société contre The Duck Song (Eddiefrb), la chanson sur le canard. |      |
| 53 | 53  | Blitzo vs. Pico                                     | 8 mai 2022         | 3:25          | 56,5       | Pico (The Kevin Bennett), l'un des membres des Goth Punks jette des paroles à Blitzo (RecD), le fondateur et le directeur d'Infâmes Meurtriers Professionnels. Boyfriend (Fightmarker) vient balancer les mots. |      |
| 54 | 54  | Blue vs. Monokuma                                   | 30 août 2022       | 2:34          | 1,76       | Monokuma (Snakebite126), l'ours principal de la série contre Blue (JesseBoxVO), le chien de l'émission de même nom. |      |
| 55 | 55  | Tricky the Clown vs. Springtrap                     | 31 octobre 2022    | 3:42          | 1,22       | Springtrap (King Mewtwo), le lapin rouillée contre Tricky le Clown (PE$O PETE), le protagoniste de Friday Night Funkin'. Le gars au téléphone (Eddiefrb) fait une courte apparition. |      |
| 56 | 56  | Toothless vs. Pikachu                               | 31 décembre 2022   | 3:14          | 59,1       | Pikachu (Chi-Chi), le mascotte de la franchise Pokémon envoie ses éclair à Krokmou (Kumodo Dragon), le dragon du film de même nom. |      |
| 57 | 57  | Lofi Girl vs. Cassette Girl                         | 31 janvier 2023    | 2:50          | 28,3       | Lofi Girl (stargirlkyu), la jeune fille au casque affronte Cassette Girl (DayumDahlia), l'autre jeune fille au casquette surmonté d'un lecteur de cassette. |      |
| 58 | 58  | Rick Sanchez vs. GLaDOS                             | 28 février 2023    | 3:28          | 97,7       | GLaDOS (Nicole Smith), l'intelligence artificielle du jeu Portal contre Rick Sanchez (BobcatXtreme) le personnage principal de la série Rick et Morty. Wheatley (littleflecks) et Morty Smith (Eddiefrb) ont quelques paroles à ajouter. |      |
| 59 | 59  | Megumin vs. Ralsei                                  | 31 mars 2023       | 2:48          | 32,7       | Megumin (Azia), la descendante des démons écarlates lance ses pouvoirs à Ralsei (An Extremely Agitated Hedgehog), le "Darkner" au bon cœur. Yunyun (Tibbie) Susie (garbageGothic) et Berdly (Eddiefrb) vienne ajouter leurs paroles. |      |
| 60 | 60  | SpongeBob SquarePants vs. Captain Underpants        | 8 juillet 2023     | 3:13          | 3,0        | Capitaine Slip (Eddiefrb), le directeur de l'école Jérôme-Horwitz et le héros veut écraser Bob l'éponge (Luke Reardon), l'éponge de la mer. Les caméos : Carlo Tentacule, Painty, Fred, M. Krabs, le narrateur, Georges Beard, Harold Hutchins et les versions chorales sont interpréter par (MaNCHA, Freshy Kanal, Quizzique, ryTchie, Dilly!, JesseBoxVO, garbageGothic et swizkii). |      |
| 61 | 61  | Denji vs. Wolverine                                 | 31 août 2023       | 3:49          | 30,1       | Wolverine (RecD), le super-héros de Marvel griffe Denji (Snakebite126), l'homme-tronçonneuse. |      |
| 62 | 62  | Grunkle Stan vs. Saul Goodman                       | 27 septembre 2023  | 3:05          | 1,22       | Saul Goodman (Freeced), le client de Walter White de la série Breaking Bad contre Stanford Pines (Dennislikesjazz), l'oncle de Dipper et Mabel. Mousse (Commander Jacob) vient mettre quelque phrase aux deux hommes. |      |
| 63 | 63  | Salad Fingers vs. Marionette (2023)                 | 1 décembre 2023    | 3:52          | 56,8       | Le marionnette (Azia), l'autre protagoniste du jeu Five Nights at Freddy's 2 contre Salad Fingers (GamingPlush64), le personnage de la série de même nom. - Cette version, enrichie en gags visuels et effets spéciaux, a paru il y a 3 ans. |      |
| 64 | 64  | Eric Cartman vs. Charlie Brown                      | 6 juillet 2024     | 4:43          | 24,2       | Cartman (Eddiefrb), le copain de Kyle, Stan et Kenny et le vilain petit garçon de la série animé South Park affronte Charlie Brown (Langle), le petit garçon intelligent et réfléchi. Kyle (littleflecks) et Lucy van Pelt (garbageGothic) aide leurs copains à terminer la bataille.                                                                                                  |      |
| 65 | 65  | Dr. Doofenshmirtz vs. Doctor Doom                   | 13 septembre 2024  | 4:29          | 10,5       | Deux Docteurs fictifs se battent dans cet épisode : Le Docteur Fatalis (True Evil Villain), le pire ennemi d'Iron Man veut désintégrer Heinz Doofenshmirtz (RecD), le faux docteur. Eric the Audible fait une courte apparition en tant que Norm. |      |
| 66 | 66  | The Flying Dutchman vs. King K. Rool                | 31 octobre 2024    | 3:21          | 23,4       | King K. Rool (LIME KING), le pire ennemi de Donkey Kong contre Le Hollandais volant (PE$O PETE), le fantôme pirate. |      |
| 67 | 67  | Puss in Boots vs. The Cat in the Hat                | 17 janvier 2025    | 3:45          | 95,0       | Deux chats fictifs se griffent dans cet épisode : Le Chat potté (Keyblade), le chat de la saga Shrek pointe son épée au chat chapeauté (The Stupendium). - le narrateur et la chose 1 et 2 aide le chat chapeauté à terminer la bataille. |      |
| 68 | 68  | Mr. Wolf vs. Dog Man                                | 13 juin 2025       | 3:20          | 47,8       | Dog Man (Eddiefrb), le chien-policier veut arrêter M. Loup (LongestSoloEver), le chef de la bande. - Sarah Hatoff (KingSpirals) donne des info au début de la vidéo. |      |